# Colin Fleming
Colin Fleming (Broxburn, 13 de agosto de 1984) es un jugador profesional de tenis escocés. Su fuerte es el juego de dobles, especialidad en la que ha conquistado 8 títulos de nivel ATP, los 3 títulos han sido sobre superficies rápidas.
En 2009 fue citado por primera vez para integrar el Equipo británico de Copa Davis aunque no jugó ningún partido y su equipo descendió al Grupo II de la Zona Europea. Luego ganó ocho partidos consecutivos para ayudar a Gran Bretaña a llegar al Grupo Mundial. También ganó su partido de dobles en los cuartos de final del Grupo Mundial contra Italia. En los Juegos de la Commonwealth de 2010, ganó la medalla de oro de dobles mixtos con Jocelyn Rae para Escocia.
Ha llegado a diecinueve finales de dobles ATP Tour en su carrera, ganando ocho de ellos: dos en 2009, 2012 y 2013 y uno en 2011 y 2015. En 2011, tuvo sus mejores resultados de dobles en Grand Slam, llegando a los cuartos de final de Wimbledon, y luego, dos meses después, lo haría en el US Open.
Ha tenido varios compañeros diferentes, pero principalmente jugó junto a sus compatriotas británicos, Ross Hutchins, Jamie y Andy Murray, Ken Skupski y Jonathan Marray. La asociación más exitosa de Fleming ha sido con Ross Hutchins, sin embargo, mientras Hutchins estaba fuera de la gira por enfermedad, Fleming pasó la mayor parte de 2013 asociándose con Marray.
Se retiró del tenis profesional en enero de 2017, para ocupar el nuevo puesto de entrenador nacional del Tenis escocés. 